# Гленвуд (Вісконсин)
Гленвуд (англ. Glenwood) — місто (англ. town) в США, в окрузі Сент-Круа штату Вісконсин. Населення — 747 осіб (2020).

## Демографія
Згідно з переписом 2010 року, у місті мешкало 785 осіб у 288 домогосподарствах у складі 213 родин. Було 307 помешкань
Расовий склад населення:
| - 96,3 % — білих - 1,3 % — азіатів - 0,3 % — чорних або афроамериканців - 0,1 % — корінних американців - 1,4 % — осіб інших рас |

До двох чи більше рас належало 0,6 %. Частка іспаномовних становила 3,2 % від усіх жителів.
За віковим діапазоном населення розподілялося таким чином: 25,9 % — особи молодші 18 років, 64,9 % — особи у віці 18—64 років, 9,2 % — особи у віці 65 років та старші. Медіана віку мешканця становила 40,0 року. На 100 осіб жіночої статі у місті припадало 111,6 чоловіків;  на 100 жінок у віці від 18 років та старших — 114,0 чоловіків також старших 18 років.
Середній дохід на одне домашнє господарство  становив 78 504 долари США (медіана — 63 864), а середній дохід на одну сім'ю — 85 063 долари (медіана — 74 375). Медіана доходів становила 47 750 доларів для чоловіків та 37 891 долар для жінок. За межею бідності перебувало 4,1 % осіб, у тому числі 5,8 % дітей у віці до 18 років та 2,2 % осіб у віці 65 років та старших.
Цивільне працевлаштоване населення становило 470 осіб. Основні галузі зайнятості: виробництво — 19,8 %, освіта, охорона здоров'я та соціальна допомога — 19,8 %, сільське господарство, лісництво, риболовля — 11,3 %, роздрібна торгівля — 10,6 %.